# Elecciones generales del Imperio otomano de 1908
Las elecciones generales se llevaron a cabo en noviembre y diciembre de 1908 para elegir a los 288 escaños de la Cámara de Diputados del Imperio otomano, después de la Revolución de los Jóvenes Turcos, que trajo de vuelta la monarquía constitucional, disuelta en 1878, por lo que se decidió traer de vuelta a los parlamentarios que siguieran vivos de aquella época. Eran las primeras elecciones con partidos políticos. El partido con más votos fue el Comité Unión y Progreso, que obtuvo alrededor de 60 escaños.
Las elecciones se llevaron a cabo en dos etapas. En la primera etapa, los votantes eligieron a los electores secundarios (uno para los primeros 750 electores en una circunscripción, a continuación, uno por cada 500 votantes adicionales). En la segunda etapa los electores secundarios eligieron a los miembros de la Cámara de Diputados. El nuevo parlamento consistió en 147 turcos, 60 árabes, 27 albaneses, 26 griegos, 14 armenios, 10 eslavos, y cuatro judíos.